# Dominique Lacasa

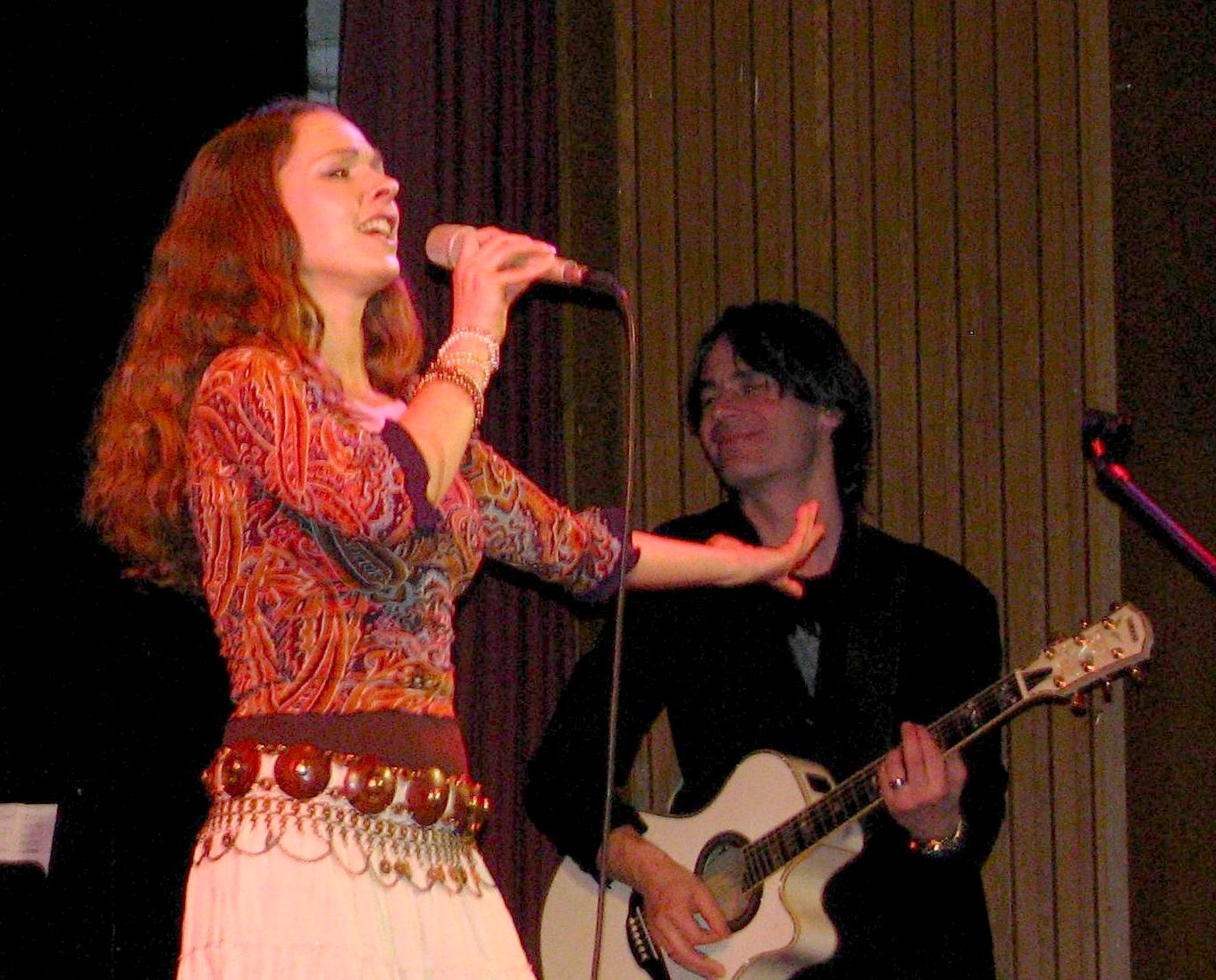
Dominique Lacasa bei einem Konzert im Winter 2010

Dominique-Franca Lacasa (* 21. September 1976 in Ost-Berlin) ist eine deutsche Sängerin und Schauspielerin.

## Leben
Dominique Lacasa ist die Tochter des Schlagersängers Frank Schöbel und der Chansonsängerin Aurora Lacasa.
1985 nahm Lacasa als Sängerin neben ihren Eltern und ihrer Schwester Odette an den Aufnahmen zu Weihnachten in Familie teil, das mit 1,4 Millionen das meistverkaufte Album der DDR-Geschichte wurde. Sie studierte Jazzgesang an der Hochschule für Musik „Hanns Eisler“ in Berlin und erreichte 2003 ihr Gesangsdiplom. Sie bildete zusammen mit Marcus Fritzsch, Sohn von Arnold und Eva Fritzsch, das Duo Two Is One. Sie sang den Titelsong Never Give Up der ARD-Erfolgsserie Berlin, Berlin und stand lange Zeit mit ABBA Fever als Frida auf der Bühne. 2008 begann sie mit ihrer Solokarriere und veröffentlichte ihre erste eigene Single unter dem Titel go my way.
Ihre Songs reichen von Latino-Rhythmen über Uptempo-Stücke bis hin zu Pop-Balladen.
Dominique Lacasa unterrichtet an der Schostakowitsch-Musikschule Berlin-Lichtenberg Pop-, Rock- und Jazzgesang.

## Filmografie
- 2005: Der letzte Zeuge (Episodenrolle)
- 2005: Küstenwache (Episodenrolle)
- 2007: Tierärztin Dr. Mertens (Episodenrolle)

## Theater und Musical
- Rhythmus Berlin, Friedrichstadtpalast Berlin, Hauptrolle, Regie Thomas Münstermann, 2004–2007
- Deutschlandtournee mit ABBA Fever, Rolle: Frida, 2006
- Romina und Julia, Komödie Dresden, Rolle: Romina, Regie Jürgen Mai, 2002

## Diskografie
- 1985: Weihnachten in Familie (Amiga) (mit Frank Schöbel, Aurora Lacasa und anderen)
- 1995: Fröhliche Weihnachten in Familie (Buschfunk) (mit Frank Schöbel, Aurora Lacasa und anderen)
- 2001: Breathe (Playground Records) (als Mitglied von Two is One)
- 2002: The Midnight Sun (Playground Records)
- 2002: Waters of March auf dem Clubsampler Feeling good III (BMG) (als Mitglied von Two is One)
- 2003: Never Give Up (BMG) (als Mitglied von Two is One)
- 2003: Baby, Now That I’ve Found You (BMG) (als Background-Sängerin von Felicitas Woll)
- 2008: go my way (Zett Records)
- 2009: Solamente Nosotros (AMV) (mit Formación Alcántara)